# Shōji Nishimura
Shōji Nishimura (西村祥治?, Nishimura Shōji; Prefettura di Akita, 30 novembre 1889 – Stretto di Surigao, 25 ottobre 1944) è stato un ammiraglio giapponese, attivo durante la seconda guerra mondiale.
Si arruolò nella Marina imperiale giapponese nel 1911 e, dopo il primo ciclo di servizio in mare, si specializzò presso il Collegio navale di Tokyo in navigazione. Nel corso degli anni venti servì come ufficiale di rotta su incrociatori leggeri, unità logistiche e naviglio sottile, nel quale acquisì gradatamente una solida esperienza; nella seconda metà del decennio fu anche istruttore per gli aspiranti ufficiali di rotta e insegnò alla Scuola di ingegneria navale, quindi alla fine del 1926 divenne comandante del cacciatorpediniere di seconda classe Kiku. Capitano di fregata nel 1929, continuò ad assumere uno dopo l'altro il comando di cacciatorpediniere, tendenza sfociata negli anni trenta con la nomina alla testa di due divisioni di cacciatorpediniere. Alla metà degli anni trenta tornò al Collegio navale e frequentò il Corso avanzato: alla fine del 1937, capitano di vascello riprese il servizio in mare come comandante dell'incrociatore leggero Kumano e di altre unità da guerra pesanti, che condusse in pattugliamenti e azioni sottocosta lungo il litorale cinese. Verso la fine del 1940 ebbe la promozione a contrammiraglio e fu posto a capo della 4ª Squadriglia cacciatorpediniere.
In contemporanea all'attacco di Pearl Harbor del 7 dicembre 1941 l'Impero giapponese aggredì le colonie europee e statunitensi nell'Oceano Pacifico. Nishimura portò a compimento gli sbarchi di Vigan nelle Filippine e a Balikpapan nel gennaio 1942, perdendo però tre unità da trasporto. Il 27 febbraio, aggregato alla scorta del convoglio orientale per l'occupazione di Giava, partecipò alla battaglia del Mare di Giava e a fine marzo fu a capo dell'operazione di conquista dell'Isola di Natale. Rientrato in Giappone, fu schierato con lo squadrone per la battaglia delle Midway (4-6 giugno), alla quale però non partecipò attivamente. Dalla metà di agosto prese parte alla sfibrante campagna di Guadalcanal in qualità di comandante della 7ª Divisione incrociatori: scortò le portaerei della 3ª Flotta nella battaglia delle Salomone Orientali (23-25 agosto) e delle isole Santa Cruz (25-26 ottobre) e bombardò anche Henderson Field, con risultati peraltro modesti. Per il resto del 1942 e quasi tutto il 1943 fu più impegnato in missioni di trasporto truppe, o di protezione a gruppi di cacciatorpediniere intenti a sbarcare truppe, che in combattimenti navali. Nel marzo 1944 cedette il comando della divisione e sino a settembre rimase a Tokyo, lavorando allo stato maggiore generale; fu quindi nominato comandante della 2ª Divisione corazzate, che condusse dai porti nazionali agli ancoraggi della flotta da battaglia vicino a Singapore. Il 18 ottobre 1944, nel quadro dell'operazione Sho-Gō 1, formò un corpo distaccato dalla 2ª Flotta con la propria divisione e altre unità: ebbe il compito di attraversare da sud lo Stretto di Surigao e contribuire alla distruzione della flotta anfibia statunitense dinanzi all'Isola di Leyte.
Avvistato la mattina del 24 e saputo da un ricognitore della massiccia presenza di corazzate e incrociatori all'entrata nord dello stretto, Nishimura proseguì imperterrito la missione e nella notte tra il 24 e il 25 impegnò una dura battaglia contro forze nettamente superiori. Morì nell'affondamento della sua ammiraglia, la corazzata Yamashiro, crivellata da decine di granate e quattro siluri.

## Biografia

### Inizio della carriera in marina
Shōji Nishimura nacque il 30 novembre 1889 nella Prefettura di Akita. In giovane età s'iscrisse all'Accademia navale di Etajima, studiò nella 39ª classe e per i suoi meriti fu nominato Cavaliere di II Classe dell'Ordine del Nibbio d'oro. Si diplomò il 18 luglio 1911, ventunesimo su 148 allievi, ottenne il brevetto di aspirante guardiamarina e fu imbarcato sull'incrociatore corazzato Aso, di preda bellica russa: su questa unità effettuò la crociera d'addestramento all'estero. Rientrato in patria, fu assegnato il 29 marzo 1912 alla celebre nave da battaglia Mikasa, poi dal 1º dicembre 1912 tornò a bordo dell'incrociatore Aso con la nomina a guardiamarina. Un anno esatto più tardi fu trasferito all'incrociatore da battaglia Hiei, sul quale rimase quasi dodici mesi e ottenne una seconda promozione a sottotenente di vascello. Dal 1º dicembre 1914 iniziò a seguire i Corsi base presso la Scuola di artiglieria navale e la Scuola siluristi (quest'ultima dal 26 maggio 1915), poi il 13 dicembre fu imbarcato sulla torpediniera Yugiri; il 20 agosto 1916 passò all'incrociatore corazzato Yakumo e infine, il 10 ottobre 1917, fu assegnato all'incrociatore da battaglia Haruna sul quale concluse questo ciclo di servizio in mare, durante il quale si era messo in luce. Promosso tenente di vascello il 1º dicembre, intraprese immediatamente il Corso "B" presso il Collegio navale di Tokyo, l'istituzione preposta a una formazione completa di capaci ufficiali di stato maggiore. Completati gli studi, si dedicò subito (15 aprile 1918) al Corso di specializzazione che concluse in quattro mesi e quindi al Corso di navigazione, che lo tenne impegnato dal 15 agosto al 1º dicembre: ricevuto il diploma, fu imbarcato sul trasporto Seito in qualità di ufficiale di rotta. Sempre con tale incarico, passò brevemente il 20 luglio 1919 sul cacciatorpediniere Kawakaze (ammiraglia di una divisione) e il 1º settembre sul pari tipo Tanikaze; tre mesi più tardi fu nuovamente spostato alla corvetta Yamato, sulla quale servì un anno.

### Gli anni venti e trenta
Il tenente di vascello Nishimura fu riassegnato all'incrociatore leggero Kitakami il 1º dicembre 1920: oltre a testare la tenuta in mare dell'unità, ne divenne il responsabile dell'allestimento finale, concluso nell'aprile 1921; ricoprì dunque il posto di ufficiale di rotta sino al 1º dicembre 1921, quando fu destinato come facente funzione alla vecchia nave da battaglia Hizen, catturata alla Marina zarista dopo la conquista di Port Arthur nel 1905. L'8 aprile 1922 tornò negli arsenali nipponici per supervisionare il completamento dell'incrociatore leggero Yura, del quale divenne ufficiale di rotta il 1º novembre 1922: condusse tale unità nelle prove in mare, nella messa a punto e nei primi mesi di servizio attivo. Il 15 maggio 1923 assunse la stessa mansione a bordo della petroliera Sunosaki e, dal 20 novembre, dell'incrociatore leggero Oi. Ricevuta la promozione a capitano di corvetta il 1º dicembre 1924, divenne ufficiale addetto alla navigazione sull'obsoleto incrociatore corazzato Nisshin declassato a nave addestramento: tenne per poco meno di due anni questo incarico, affiancandolo anche a un periodo come istruttore presso la Scuola di ingegneria navale tra il dicembre 1925 e l'ottobre 1926. Il 1º novembre di quell'anno ebbe il suo primo comando in mare nel cacciatorpediniere di seconda classe (o di scorta) Kiku, cui seguirono il pari tipo Wakatake (1º novembre 1927-10 dicembre 1928), il cacciatorpediniere Urakaze (10 dicembre 1928-1º novembre 1929), il cacciatorpediniere Mikazuki. Assieme a quest'ultimo incarico, il 30 novembre, ricevette la nomina a capitano di fregata.
Nishimura continuò a perfezionare le proprie competenze in navigazione sui cacciatorpediniere, divenendo comandante dello Shirakumo, appartenente all'innovativa classe Fubuki, il 15 novembre 1930. Dal 2 novembre dell'anno successivo fu posto a capo della 26ª Divisione cacciatorpediniere, ruolo biennale durante il quale tenne anche il comando interinale del cacciatorpediniere di scorta Kaki. Il 15 novembre 1934 fu portato al grado di capitano di vascello e trasferito al comando della 19ª Divisione cacciatorpediniere, formata dallo Isonami, Uranami, Ayanami e Shikinami. Il 1º dicembre 1936 lasciò il comando del reparto per presentarsi allo stato maggiore generale della marina, il quale il 5 lo destinò al Corso avanzato del Collegio navale: completata la sua formazione dopo mesi di studio, il 31 ottobre 1937 tornò in mare come comandante dell'incrociatore leggero (in seguito riclassificato pesante) Kumano, il quale era stato immesso in servizio il giorno stesso. A bordo di tale unità, inquadrata nella 7ª Divisione incrociatori, partecipò a pattugliamenti e operazioni di supporto lungo le coste della Repubblica cinese, con la quale era in corso da luglio un sanguinoso conflitto; inoltre, dal 15 novembre al 15 dicembre 1938 ricoprì anche il comando pro tempore della nave da battaglia rimodernata Hyuga, senza però condurla in azioni militari. Il 18 maggio 1939, rientrato in Giappone, gli fu affidato l'incrociatore da battaglia/nave da battaglia veloce Haruna, in quel momento in riserva: la nave tornò operativa in novembre e Nishimura, lasciato il contemporaneo e provvisorio comando del gemello Kongo, si portò da Sasebo a Takao sull'Isola di Formosa, base di periodiche ricognizioni nel Mar Cinese Orientale a partire da aprile.

### La seconda guerra mondiale

#### Le campagne delle Filippine e delle Indie Olandesi

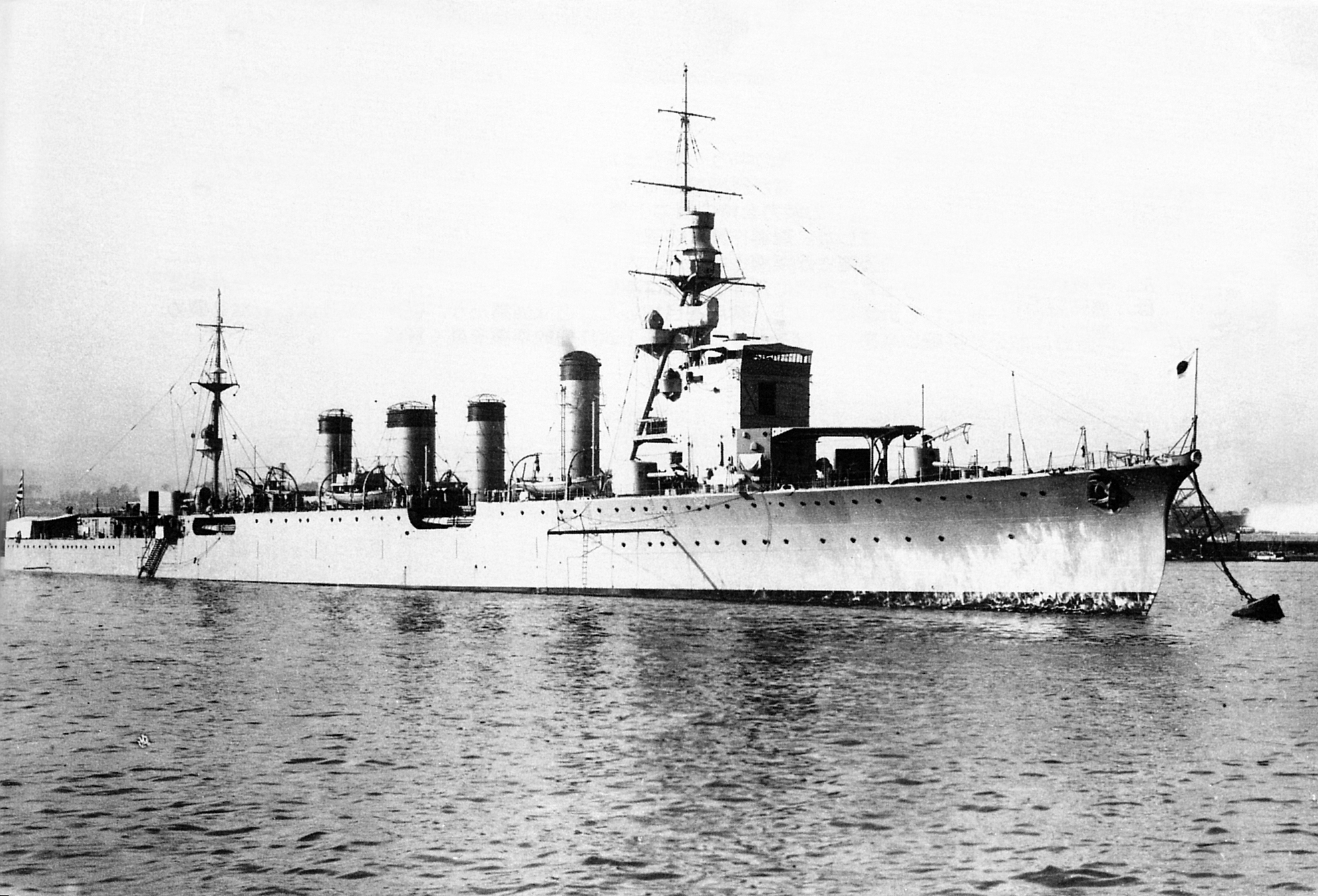
L'incrociatore leggero Naka, a lungo nave ammiraglia di Nishimura durante il suo mandato come comandante del 4ª Squadriglia

Il 1º novembre 1940 Nishimura ottenne il comando della 4ª Squadriglia cacciatorpediniere, dipendente dalla 2ª Flotta del viceammiraglio Mineichi Kōga, e il 15 fu contestualmente nominato contrammiraglio: in questa posizione egli fu coinvolto nella pianificazione, a livello tattico, della programmata espansione militare nel Sud-est asiatico e nell'Oceano Pacifico concomitante all'attacco di Pearl Harbor. All'inizio del dicembre 1941 la squadriglia era stata temporaneamente posta agli ordini della 3ª Flotta del viceammiraglio Ibō Takahashi e si trovava nella base militare di Mako, nelle isole Pescadores; Nishimura levava le sue insegne sull'incrociatore leggero e nave ammiraglia Naka e disponeva dei cacciatorpediniere Murasame, Harusame, Samidare, Yudachi (2ª Divisione), Asagumo, Minegumo, Natsugumo (9ª Divisione), di sei dragamine e nove cacciasommergibili per scortare un gruppo di cinque trasporti sino a Vigan, sulla costa settentrionale di Luzon, ove doveva sbarcare una componente della 14ª Armata (4 400 uomini). Subito prima che il bombardamento di Pearl Harbor avesse luogo, Nishimura salpò con tutte le unità e fece rotta per le Filippine: un improvviso monsone e attacchi da parte di superstiti velivoli delle Far East Air Forces statunitensi, però, costrinsero a rinviare lo sbarco dal 10 all'11 e le truppe misero infine piede a terra diverse miglia più a sud di quanto stabilito. L'operazione, per quanto contrastata da piccoli gruppi di caccia e da cinque quadrimotori Boeing B-17 Flying Fortress, si concluse comunque con un pieno successo giapponese. In seguito alla rapida occupazione di gran parte dell'arcipelago, la 3ª Flotta si riorganizzò e fece rotta per le Indie orientali olandesi, con il compito di operare nello scacchiere a est del Borneo: Nishimura fu incaricato di conquistare la cittadina di Balikpapan con i suoi preziosi pozzi petroliferi e le sue installazioni. Il 18 gennaio 1942 lasciò Tarakan, appena caduta in mani nipponiche, con il Naka, nove cacciatorpediniere e sedici trasporti, arrivando il 23 dinanzi a Balikpapan; nella notte, rischiarata dagli incendi delle infrastrutture sabotate dagli olandesi, fece iniziare lo sbarco delle truppe. Nishimura era però preoccupato: nel pomeriggio due trasporti erano state pesantemente danneggiati dall'incursione di tre B-17, che avevano segnalato la forte presenza giapponese ai vertici dell'ABDACOM a Giava; poi, poco prima di mezzanotte, il sommergibile olandese Hr. Ms. K-18 aveva approfittato dell'oscurità per silurare il trasporto Tsuruga Maru. Subito dopo questo attacco, perciò, si era portato con la 4ª Squadriglia piuttosto al largo verso est, allo scopo di rastrellare con un ampio pattugliamento il tratto di mare prospiciente Balikpapan e interdire ulteriori attacchi di battelli nemici: nel disporre così i propri cacciatorpediniere non tenne in particolare conto l'eterogenea forza di superficie degli Alleati. Invece tale manovra lasciò campo libero ai cacciatorpediniere USS Pope, USS Parrott, USS Paul Jones, USS John D. Ford, che bersagliarono per un'ora i trasporti fermi a riva, facendone esplodere tre prima di ripiegare indisturbati. L'azione suscitò critiche a Nishimura, ma i cargo distrutti erano ormai vuoti e quindi la mattina del 24 Balikpapan fu conquistata come previsto; il 16 febbraio fu presa anche Bandjermasin, più a sud-ovest.

La carta mostra lo svolgimento globale della campagna giapponese nelle Indie Olandesi: sono segnalate le battaglie di Balikpapan e del Mare di Giava, nelle quali combatté Nishimura

Completate le operazioni nel Borneo, Nishimura attese a Balikpapan con il Naka e i cacciatorpediniere Asagumo, Minegumo, Murasame, Harusame, Samidare, Yudachi l'arrivo del gruppo orientale per l'invasione di Giava: si trattava di un convoglio di quarantuno trasporti truppe e naviglio ausiliare, salpato il 19 febbraio da Jolo con una metà della 16ª Armata. Il 23 la 4ª Squadriglia si pose alla testa del convoglio e tutte le navi lasciarono Balikpapan, venendo avvistate il giorno successivo da un idrovolante a scafo nemico. Il 26 febbraio Nishimura si incontrò a sud dell'Isola di Laoet con il resto della scorta al convoglio, vale a dire la 2ª Squadriglia cacciatorpediniere del contrammiraglio Raizō Tanaka (incrociatore leggero Jintsu, cinque cacciatorpediniere) e la 5ª Divisione incrociatori (Nachi, Haguro affiancati da altri quattro cacciatorpediniere). Il contrammiraglio Takeo Takagi, alla testa degli incrociatori, assunse il comando superiore in mare poiché più anziano in grado. Il pomeriggio del 27 febbraio il gruppo orientale s'imbatté nella flotta ABDA, forte di due incrociatori pesanti (USS Houston, HMS Exeter), tre leggeri (Hr. Ms. De Ruyter, Hr. Ms. Java, HMAS Perth) e una decina di cacciatorpediniere: all'inizio della battaglia del Mare di Giava, Nishimura ebbe ordine di accompagnare a ovest, lontano dallo scontro, i vulnerabili trasporti. Lasciate le navi alla protezione di unità ausiliarie, Nishimura tornò indietro e partecipò attivamente alla battaglia, ma senza mettersi in particolare rilievo: in generale, lo scambio di cannonate e salve di siluri fu assai impreciso da entrambe le parti e solo dopo due ore un siluro nipponico (appartenente a uno sciame di circa cento ordigni lanciati dai contrammiragli Nishimura e Tanaka) centrò il cacciatorpediniere olandese Hr. Ms. Kortenaer. A partire dalle 19:15 il tiro alleato si concentrò sulle unità di Nishimura, in testa alla squadra giapponese, e danneggiò piuttosto gravemente lo Asagumo, che dovette sganciarsi; poco dopo il contrammiraglio Takagi ordinò un momentaneo ripiegamento mentre scendeva il tramonto. A sera inoltrata Nishimura, su richiesta del suo superiore, lanciò un idrovolante dal Naka per rintracciare la squadra ABDA, ma il velivolo effettuò una ricerca infruttuosa e fu ripreso a bordo poco dopo mezzanotte. Intanto lo Haguro e il Nachi, che erano stati per caso ritrovati dalla formazione ABDA, avevano concluso il lungo confronto affondando il De Ruyter e il Java.

#### Midway e Guadalcanal
In seguito alla vittoriosa conclusione della campagna delle Indie orientali olandesi, Nishimura raggruppò la 4ª Squadriglia nel Golfo di Banten e, il 18 marzo, fu raggiunto dall'ordine del Gran Quartier Generale imperiale di procedere all'occupazione della piccola Isola di Natale, assumendo il comando superiore delle forze riunite per l'operazione: a Banten confluirono gli incrociatori leggeri Natori, Nagara, i cacciatorpediniere Satsuki, Nagatsuki, Minazuki, Fumizuki, una petroliera e due trasporti con a bordo circa 850 uomini; Nishimura riorganizzò inoltre lo squadrone su quattro cacciatorpediniere (Minegumo, Natsugumo, Amatsukaze, Hatsukaze) dopo che molte unità originarie erano state richiamate altrove. Il 29 salpò a bordo del Naka, la traversata fu tranquilla e alle 09:45 iniziò lo sbarco incontrastato, visto che la piccola guarnigione si era subito arresa. Il pomeriggio del giorno seguente, però, il sommergibile USS Seawolf colpì con un siluro il Naka, provocando danni piuttosto gravi. Nishimura rimase illeso e trasbordò su una delle altre navi da guerra mentre l'unità veniva presa a rimorchio e riportata a Giava. Tornato in patria nel corso di aprile, issò le sue insegne sull'incrociatore leggero Yura, con il quale si riunì alla 2ª Flotta in vista della vasta sortita prevista dall'ammiraglio Isoroku Yamamoto per occupare l'atollo di Midway e infliggere una pesante sconfitta alla United States Navy; per l'occasione, Nishimura reintegrò la 2ª Divisione e la 9ª Divisione quasi al completo (Minegumo, Natsugumo, Asagumo) e poi seguì la flotta sino a Saipan, da cui salpò il 29 maggio. Egli, comunque, non ebbe parte alcuna nel decisivo scontro aeronavale che vide la disfatta della 1ª Flotta aerea del viceammiraglio Chūichi Nagumo. Dopo una tappa alla rada di Truk, Nishimura seguì il resto della flotta in patria e il 25 giugno 1942 fu riassegnato al comando della 7ª Divisione incrociatori (Kumano, Suzuya) che, il 14 luglio, fu posta alle dipendenze della 3ª Flotta, riunente le portaerei di squadra superstiti.

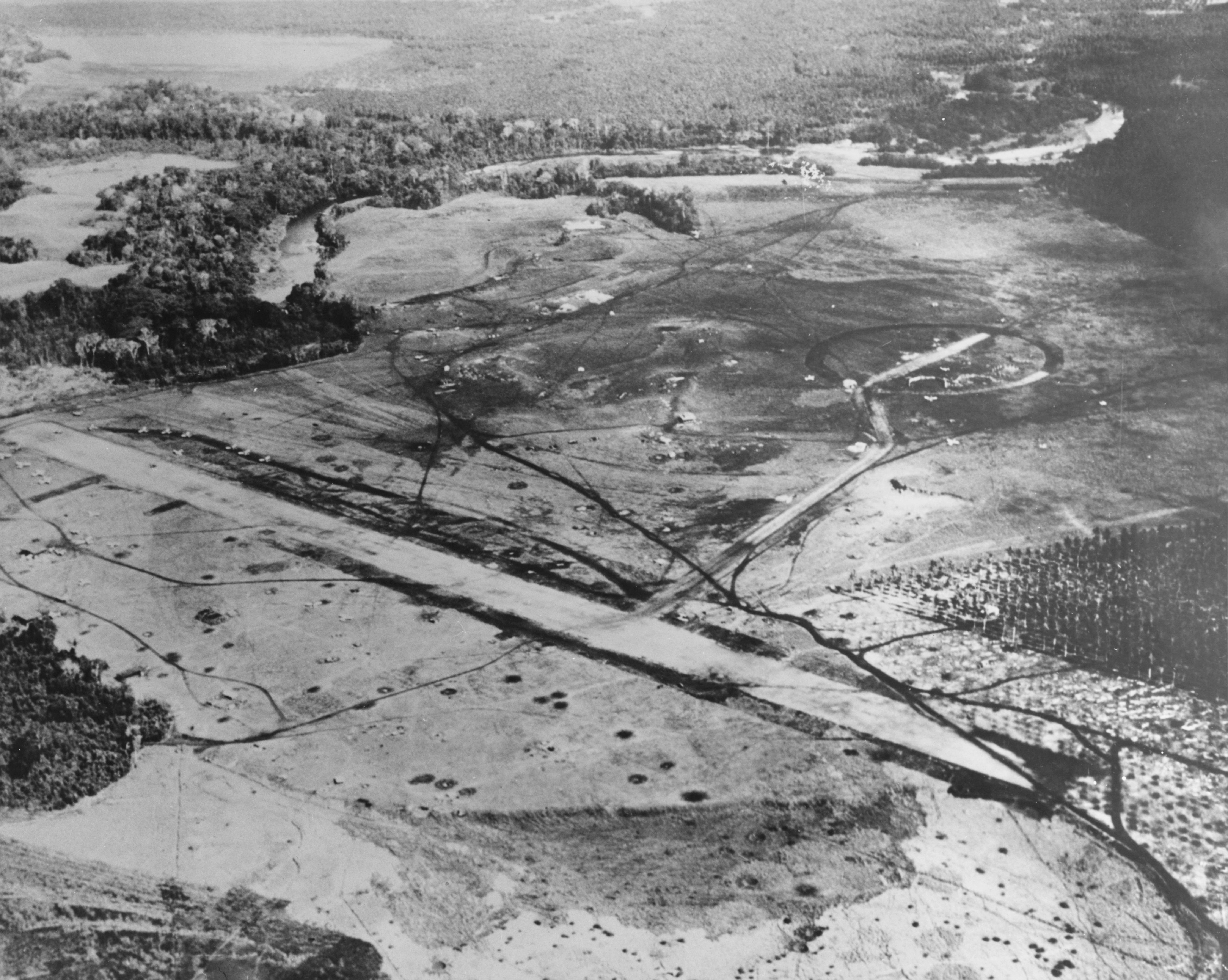
Henderson Field, a Guadalcanal, che Nishimura bombardò nella notte tra il 13 e il 14 novembre 1942

Il 17 luglio Nishimura fu inviato a Mergui in Birmania con ordine di condurre azioni di scorreria nell'Oceano Indiano, ma l'inatteso sbarco statunitense a Guadalcanal il 7 agosto fece sì che fosse precipitosamente richiamato. Egli si portò dunque a est con la 7ª Divisione e nella seconda metà del mese raggiunse in alto mare il resto della 3ª Flotta, schierata con la 2ª per difendere un convoglio diretto all'isola e controbattere la reazione statunitense: aggregò temporaneamente l'incrociatore pesante Chikuma e con l'11ª Divisione corazzate del contrammiraglio Hiroaki Abe formò un gruppo d'avanguardia a difesa delle portaerei Shokaku e Zuikaku. Nel corso della battaglia delle Salomone Orientali, comunque, non rivestì alcun particolare ruolo, limitandosi a fornire con i suoi incrociatori sbarramenti contraerei. Nel corso della campagna Nishimura rimase di stanza a Truk: in settembre partecipò a un prolungato pattugliamento in forze a nord delle isole Salomone, sfuggendo di misura al bombardamento effettuato da una decina di B-17; verso la metà di ottobre tornò in mare con le portaerei e fu presente alla battaglia delle isole Santa Cruz del 25-26, occupando nuovamente la posizione d'avanguardia con la 7ª Divisione assieme all'11ª Divisione corazzate, l'8ª Divisione incrociatori (Tone, Chikuma) e parte della 10ª Squadriglia cacciatorpediniere. Come avvenuto ad agosto, Nishimura giocò una parte irrilevante nello scontro. All'inizio di novembre la 3ª Flotta fu in parte mobilitata e rimase a nord di Guadalcanal in appoggio all'azione della 2ª Flotta che, inviata a bombardare nella notte del 12-13 novembre Henderson Field, fu respinta nel corso di una drammatica battaglia, costata anche le perdita della corazzata Hiei. La mattina del 13 Nishimura, a bordo del Suzuya, fu distaccato assieme all'incrociatore pesante Maya, a quello leggero Tenryu, quattro cacciatorpediniere e incaricato di cannoneggiare l'aeroporto; scortato da una parte dell'8ª Flotta di Rabaul, giunse attorno a mezzanotte dinanzi all'Isola di Savo, quindi prese una rotta parallela alla costa di Guadalcanal e dalle 01:30 del 14 iniziò a bersagliare la testa di ponte statunitense. Un attacco improvviso di due motosiluranti, rimasto senza esito, impressionò comunque Nishimura che alle 02:05, dopo aver sparato quasi 1 000 granate da 203 mm, ordinò di interrompere il tiro: circa cinquanta velivoli erano stati distrutti o danneggiati, ma le piste rimasero sostanzialmente intatte. Si riunì all'altra formazione in attesa al largo e nel pomeriggio, nonostante alcune incursioni della Cactus Air Force ancora operativa, rientrò alle isole Shortland senza danni al Suzuya. Dopo quest'operazione Nishimura non partecipò più alla campagna, poiché la componente aeronavale della 3ª Flotta, provata da perdite di equipaggi, era stata ritirata nelle acque giapponesi, e rimase perciò con la 7ª Divisione tra Rabaul e Kavieng.

#### 1943-1944 e la morte in battaglia

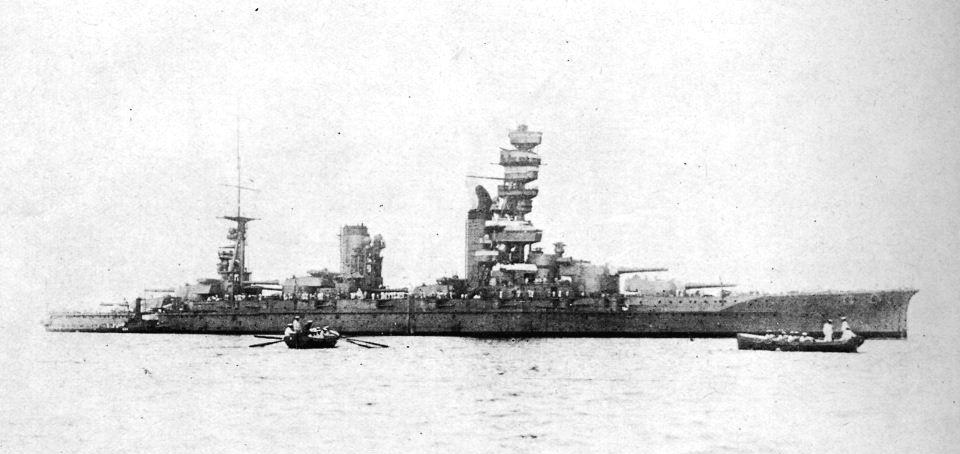
La Yamashiro divenne ammiraglia di Nishimura quando questi assunse il comando della 2ª Divisione corazzate nell'autunno 1944

Nishimura rientrò in patria in un momento imprecisato tra il febbraio e l'aprile 1943 per le necessarie revisioni e potenziamenti al Kumano e al Suzuya. Nella tarda primavera condusse la divisione a Yokosuka per partecipare a una sortita in forze nelle isole Aleutine e ingaggiare battaglia contro le forze navali statunitensi assiepate attorno all'isola di Attu; annullata la missione a causa della distruzione della guarnigione, completò in giugno un trasferimento di truppe da Kure a Rabaul. Il 18 luglio salpò dalla base per coprire a distanza un gruppo di cacciatorpediniere, impegnato a recare rifornimenti a Kolombangara, e la sua ammiraglia, il Kumano, rimase danneggiata in un attacco aereo statunitense: Nishimura non fu ferito ma dovette trasbordare sul Suzuya mentre l'altro incrociatore rimaneva fuori servizio per tre mesi. Gettate le àncore a Truk, Nishimura ebbe ordine a fine ottobre di portarsi a Rabaul con il Suzuya e, con altri incrociatori, rinforzare l'8ª Flotta allo scopo di schiacciare la testa di ponte e le forze navali statunitensi che avevano attaccato Bougainville. Il 1º novembre ricevette la nomina a viceammiraglio, due giorni dopo salpò inquadrato nella squadra e all'alba del 5 giunse a Rabaul, che poco dopo le 11:00 fu oggetto di una pesante incursione lanciata da due portaerei americane: Nishimura sopravvisse illeso e, con il Suzuya intatto e il Mogami severamente colpito, fece rotta per Truk; qui si riunì al Kumano, che tornò a essere sua ammiraglia, e a fine mese partecipò a una puntata offensiva che, nelle intenzioni, doveva colpire la Quinta Flotta statunitense impegnata nelle operazioni di conquista delle isole Gilbert. Di nuovo la risposta nipponica arrivò troppo tardi e il 5 dicembre Nishimura entrava nella rada di Truk. Per il resto del mese, eccettuata una missione di trasporto a Kavieng, andò incontro a una ridotta attività e il 1º gennaio 1944 inglobò nella 7ª Divisione gli incrociatori Tone e Chikuma. In febbraio l'ammiraglio Mineichi Kōga, comandante della Flotta Combinata, sgomberò Truk e ridispose le forze da battaglia alle isole Lingga, a sud di Singapore e adiacenti alle fonti di carburante. Nishimura condusse la 7ª Divisione al nuovo ancoraggio e lì, il 20 marzo, cedette il comando al contrammiraglio Kazutaka Shiraishi.
Rientrò dunque in Giappone e dal 25 marzo lavorò presso lo stato maggiore generale a Tokyo, rimanendo al margine del conflitto. Il 10 settembre 1944 fu informato dell'avvenuta nomina alla testa della 2ª Divisione corazzate (Yamashiro, Fuso), appena riassegnata alla 2ª Flotta del viceammiraglio Takeo Kurita. Dopo aver sistemato a bordo dell'ammiraglia Yamashiro e della Fuso circa 2 100 soldati e svariati pezzi d'artiglieria, Nishimura salpò da Kure il 23 con la scorta di quattro cacciatorpediniere; la traversata fu scandita da qualche incontro con sommergibili statunitensi, i cui attacchi furono infruttuosi, e il 29 Nishimura arrivò come da programma all'isola Labuan: scaricò uomini e armi e in serata si fermò a Brunei. Infine il 4 ottobre, dopo una tappa a Singapore, giunse alle Lingga dove già si trovava il grosso della 2ª Flotta. Proprio in quei giorni Nishimura fu raggiunto dalla dolorosa notizia della morte del suo unico figlio, rimasto ucciso nell'incidente occorso all'idrovolante sul quale si trovava. La perdita lo lasciò profondamente scosso.

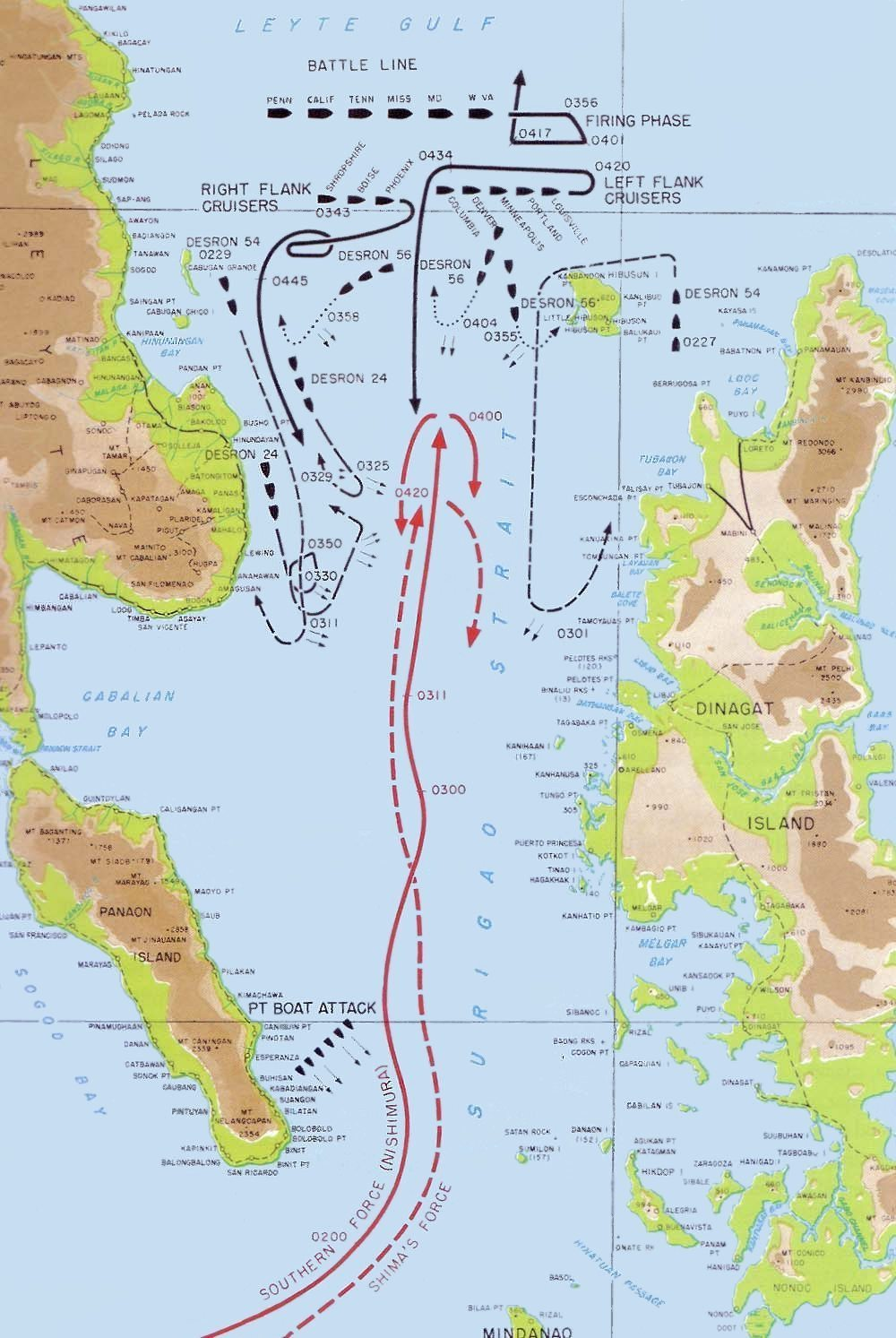
Mappa della battaglia a Surigao: Nishimura perì nell'aspro scontro e, della squadra ai suoi ordini, solo il cacciatorpediniere Shigure riuscì a tornare a Brunei

Il 18 ottobre la 1ª Flotta mobile, nuovo comando superiore in mare che riuniva la 2ª e la 3ª Flotta sotto il viceammiraglio Jisaburō Ozawa, ebbe ordine dall'ammiraglio Soemu Toyoda di eseguire il piano Shō-Gō 1, la risposta navale all'invasione statunitense dell'isola di Leyte e quindi alla minaccia gravante sulle Filippine. Secondo questo piano, il gruppo di portaerei al diretto comando di Ozawa, scendendo dalle acque metropolitane, doveva attirare lontano da Leyte la potente Terza Flotta del viceammiraglio William Halsey, lasciando così liberi il Mare di Sibuyan e lo Stretto di San Bernardino per il transito della 2ª Flotta, la quale sarebbe calata da nord sulle spiagge dell'isola. Al contempo una formazione distaccata ("Forza "C" o "Forza meridionale") doveva imboccare da sud lo Stretto di Surigao e chiudere così in una morsa la flotta da sbarco americana nel Golfo di Leyte: questa squadra fu affidata a Nishimura, che oltre alle corazzate Yamashiro e Fuso ebbe l'incrociatore pesante Mogami e i cacciatorpediniere Asagumo, Michishio, Yamagumo, Shigure. La complessa controffensiva era stata elaborata nella tarda estate dall'ammiraglio Toyoda, ma all'ultimo momento fu aggregata anche la 5ª Flotta del viceammiraglio Kiyohide Shima, che a metà ottobre si trovava nelle acque di Formosa; egli ebbe ordine di unirsi a Nishimura allo scopo di rendere più incisiva la sua azione. La decisione pose però problemi insolubili di coordinamento, poiché Nishimura salpò la sera del 18 ottobre alla volta di Brunei con il resto della 2ª Flotta, prendendo poi la mattina del 22 una rotta meridionale per passare il Mar di Bohol; Shima invece, informato nel dettaglio solo il pomeriggio del 21, lasciò rapidamente la base di Mako per la baia di Coron (Palawan), tappa di rifornimento prima di impegnare battaglia. Inoltre tra i due ufficiali era viva una profonda rivalità, dovuta a differenze di grado, età e vedute: dunque nessuno dei due mise in atto apprezzabili tentativi di cercare una soluzione. Pare anzi che Nishimura abbia ignorato coscientemente le direttive del piano pur di non dover combattere sotto il comando del disistimato collega ufficiale.
La navigazione della squadra di Nishimura fu inizialmente tranquilla ed egli non fu localizzato. All'alba del 24 entrò nel Mar di Bohol e fece lanciare un idrovolante dal Mogami, che localizzò alle 06:50 una parte della Settima Flotta statunitense, deputata a proteggere gli sbarchi e fornire appoggio tattico alle truppe. Alle 09:15 circa un aereo della portaerei USS Franklin scovò a sua volta i giapponesi e, poco dopo, circa venti apparecchi attaccarono le unità di Nishimura, danneggiando superficialmente la Fusō e lo Shigure. Il viceammiraglio, nonostante fosse stato scoperto, mantenne rotta e velocità e non informò Shima dei risultati della ricognizione, dando prova di assoluta mancanza di immaginazione tattica e di cooperazione. L'avvistamento di unità giapponesi consigliò al comandante della Settima Flotta, viceammiraglio Thomas Kinkaid, di concentrare all'imbocco settentrionale dello Stretto di Surigao la squadra di supporto del contrammiraglio Jesse Oldendorf, forte di sei vecchie corazzate, otto incrociatori tra pesanti e leggeri, ventuno cacciatorpediniere e trentanove motosiluranti, dislocate all'entrata sud per fungere da sentinelle avanzate. Nelle ultime ore del 24 Nishimura iniziò a percorrere il braccio di mare, mandando avanti il Mogami con tre cacciatorpediniere e mantenendosi più indietro con le corazzate e il quarto cacciatorpediniere; respinse le motosiluranti nemiche senza danni e quindi riorganizzò la linea di battaglia, che presentava i cacciatorpediniere in testa, l'ammiraglia Yamashiro, la gemella Fuso e infine il Mogami. Alle 02:45 del 25 ottobre le navi nipponiche furono individuate dai radar di una divisione di cacciatorpediniere statunitensi, che stava discendendo lo stretto per condurre un attacco preliminare. Alle 02:56 lo Shigure segnalò la presenza di probabili unità nemiche a prua e Nishimura ordinò di accendere un proiettore della Yamashiro, ma non rilevò nulla. Alle 03:01 gli americani invertirono la rotta e lanciarono numerosi siluri, Nishimura vide infine i bersagli e ordinò il fuoco e un'accostata di 90° a dritta; la manovra pose però la sua squadra completamente sulla traiettoria degli ordigni. La Yamashiro incassò un siluro alle 03:20 circa sulla sinistra a poppavia, lo Yamagumo saltò in aria, lo Asagumo e il Michishio furono colpiti gravemente, ma nonostante questo duro attacco Nishimura riprese la rotta a nord, sebbene ormai la formazione fosse del tutto disarticolata. Alle 03:30 Nishimura inviò un conciso messaggio radio al viceammiraglio Kurita circa il combattimento, alle 03:40 l'ammiraglia fu centrata da un secondo siluro, ma mantenne invariata la velocità e Nishimura (seguito dal Mogami) virò verso lo schieramento di corazzate e incrociatori statunitensi, che dalle 03:50 alle 04:10 circa bersagliarono con centinaia di proietti le due navi. La Yamashiro fu incendiata e perse due torri, ma continuò a sparare con tutti i pezzi rimastele mentre descriveva un arco verso ovest. I danni accumulati, però, convinsero Nishimura a tornare indietro quando il tiro nemico si interruppe ed egli diresse per sud-ovest; improvvisamente, però, due siluri esplosero in rapida successione e devastarono le sale macchine. Nishimura rimase ferito e non volle abbandonare la plancia mentre la corazzata si fermava e iniziava a capovolgersi rapidamente, scomparendo alle 04:19. Egli morì nell'affondamento con circa 1 400 membri dell'equipaggio.
Sullo scorcio del 1944 Shōji Nishimura fu decorato postumo con il Distintivo per caduto in combattimento e il suo nome fu inscritto nel Libro delle Anime, conservato nel santuario Yasukuni.

## Onorificenze
Dati tratti da: e